# San Martín del Tesorillo
San Martín del Tesorillo ist ein Ort und eine südspanische Gemeinde (municipio) mit 2.739 Einwohnern (Stand: 2024) im Südosten der Provinz Cádiz in der Autonomen Region Andalusien.

## Lage und Klima
Der nur ca. 12 m hoch gelegene Ort San Martín del Tesorillo liegt im Mündungsbereich des Río Guadiaro gut 130 km (Fahrtstrecke) südöstlich der Provinzhauptstadt Cádiz bzw. etwa 32 km nördlich von Gibraltar. Das Klima ist gemäßigt bis warm; Regen (ca. 730 mm/Jahr) fällt überwiegend im Winterhalbjahr.

## Bevölkerungsentwicklung
| Jahr      | 1857 | 1900 | 1950 | 2000 | 2020  |
| Einwohner | --   | --   | --   | --   | 2.773 |

Bis zum Jahr 2018 gehörten der Ort und die ihm angeschlossenen Weiler (pedanías) bzw. Einzelgehöfte (fincas) zur Gemeinde von Jimena de la Frontera.

## Wirtschaft
An erster Stelle im Wirtschaftsleben der Gemeinde steht traditionell die ursprünglich zur Selbstversorgung betriebene Landwirtschaft einschließlich der Viehzucht. Auf den meist bewässerten Feldern werden Weizen, Gerste, Weinreben, Olivenbäume, Orangen etc. angebaut; die Hausgärten lieferten Gemüse und später auch Kartoffeln, Tomaten etc.

## Geschichte
Auf dem Gemeindegebiet wurden Kleinfunde aus nahezu allen Epochen der spanischen Geschichte gemacht, doch von festen Siedlungsplätzen fehlt jede Spur. Das Gebiet wurde im Jahr 1431 vom kastilischen Marschall Pedro García de Herrera aus den Händen der Mauren zurückerobert (reconquista), doch fiel die Gegend im Jahr 1451 nochmals für 5 Jahre an das Nasridenreich von Granada zurück. Der Ort selbst entstand erst in der zweiten Hälfte des 19. Jahrhunderts nach dem Bau von Bewässerungskanälen.

## Sehenswürdigkeiten
Die örtliche Kirche entstammt der zweiten Hälfte des 20. Jahrhunderts und ist dem hl. Martin von Tours geweiht. Der Kirchenbau ist einschiffig und hat ein relativ flaches Korbgewölbe aus verkleidetem Holz.